# Myrcia pyrifolia
Myrcia pyrifolia là một loài thực vật có hoa trong Họ Đào kim nương. Loài này được (Desv.) Nied. mô tả khoa học đầu tiên năm 1893.